# Dysdera alentejana
Dysdera alentejana este o specie de păianjeni din genul Dysdera, familia Dysderidae, descrisă de Ferrández, 1996.
Este endemică în Portugal. Conform Catalogue of Life specia Dysdera alentejana nu are subspecii cunoscute.